# 圣斐理伯堂 (第戎)

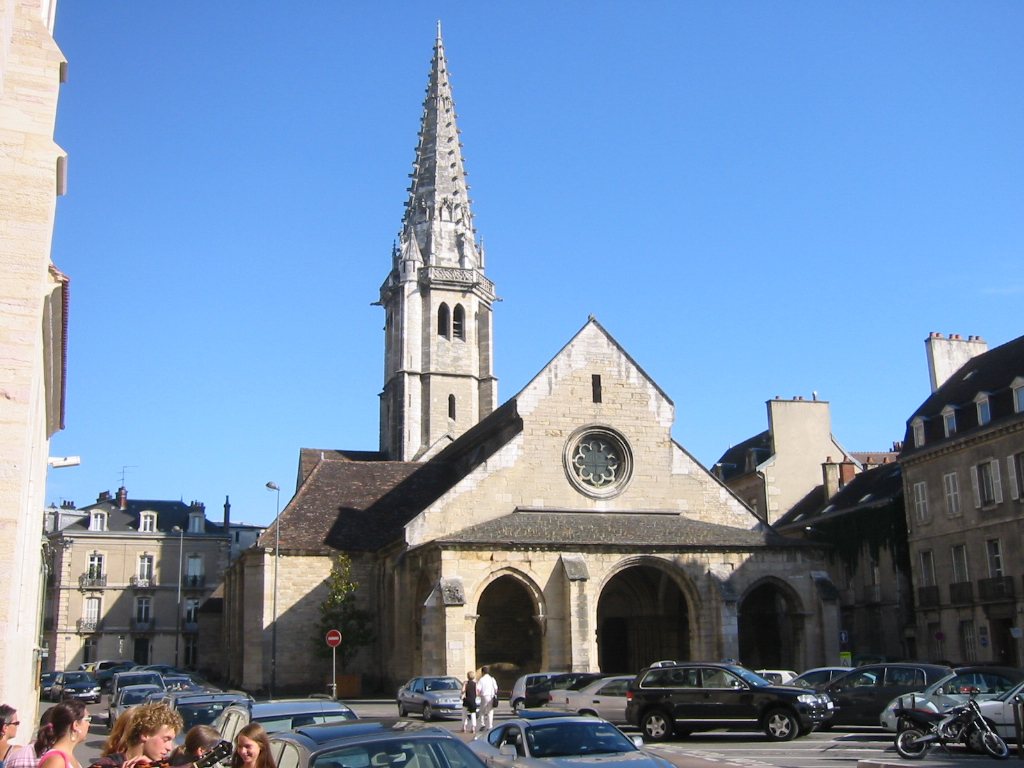

圣斐理伯堂（Église Saint-Philibert de Dijon）原是一个罗马天主教教堂，位于法国勃艮第第戎米什莱街（rue Michelet），邻近第戎主教座堂。目前的教堂建于12世纪，是第戎唯一的罗马式宗教建筑。其门廊和钟楼建于16世纪。
在法国大革命期间，教堂被遗弃; 1795年分配给驻军。在1862年和1913年8月20日，该建筑被列为法国历史古迹。
1920年，军队将该堂交给第戎市，次年分配给考古博物馆，并开始修复。2015年作为“勃艮第葡萄园”的一部分列为世界遗产。

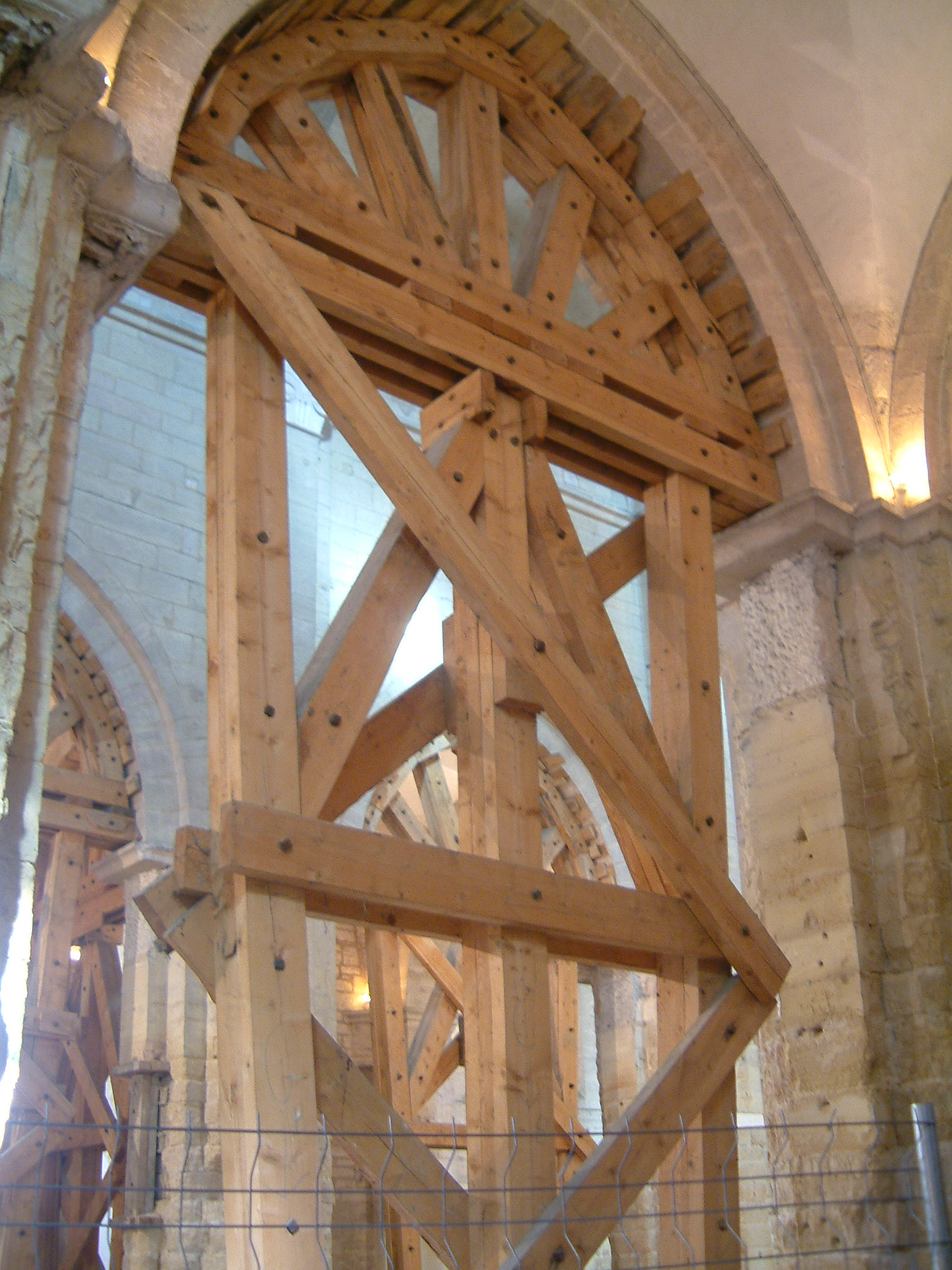
内部

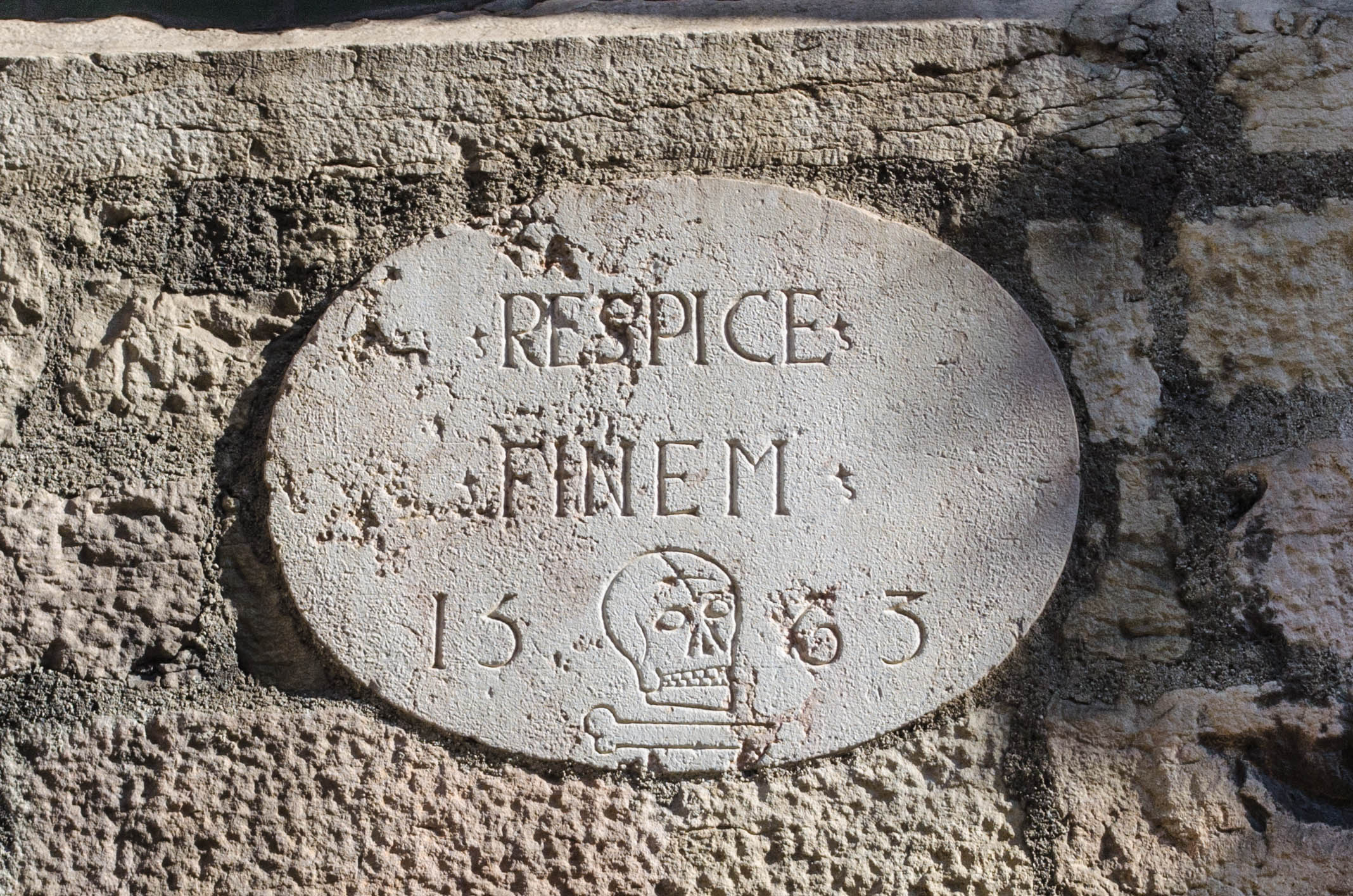
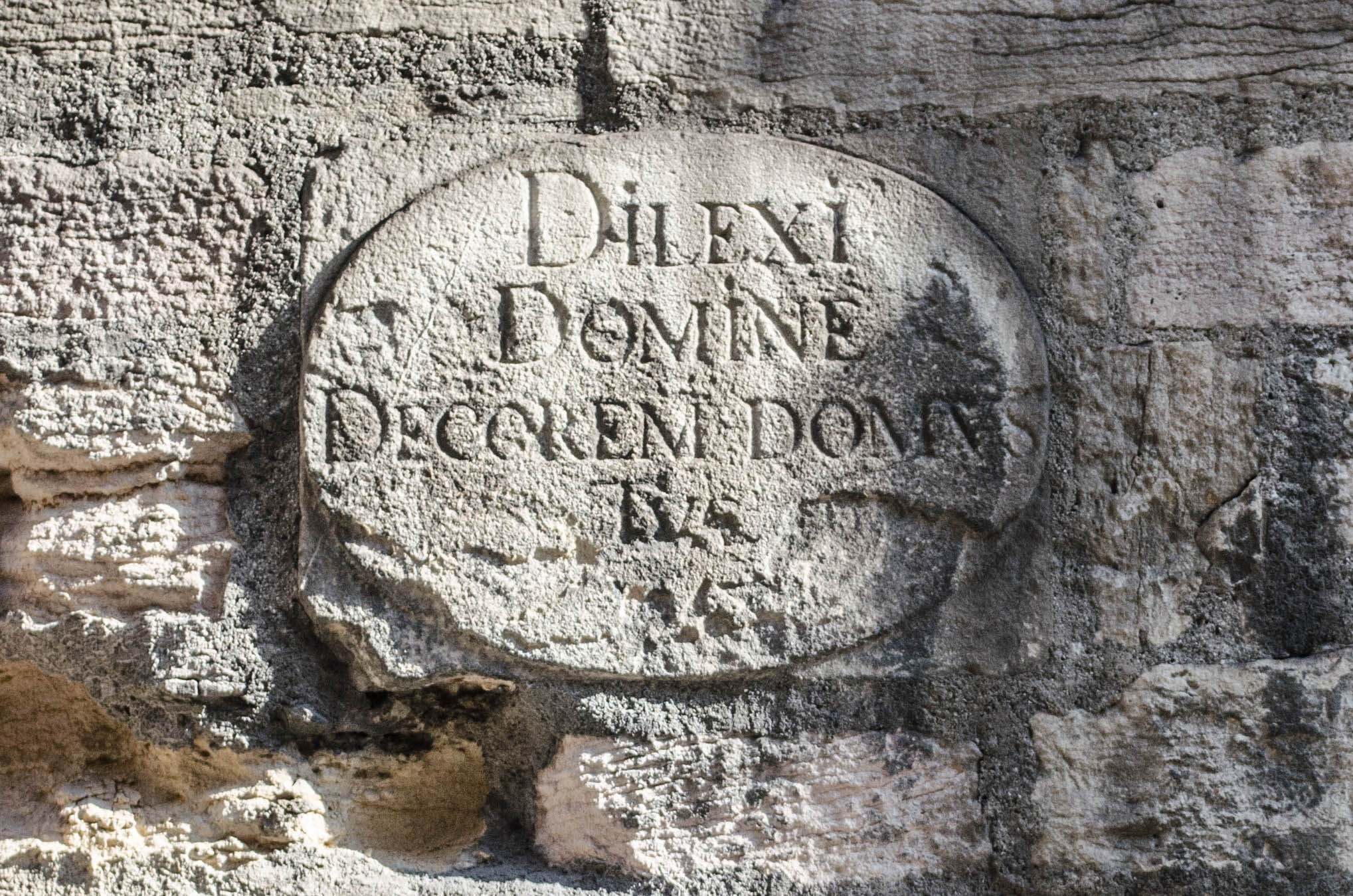
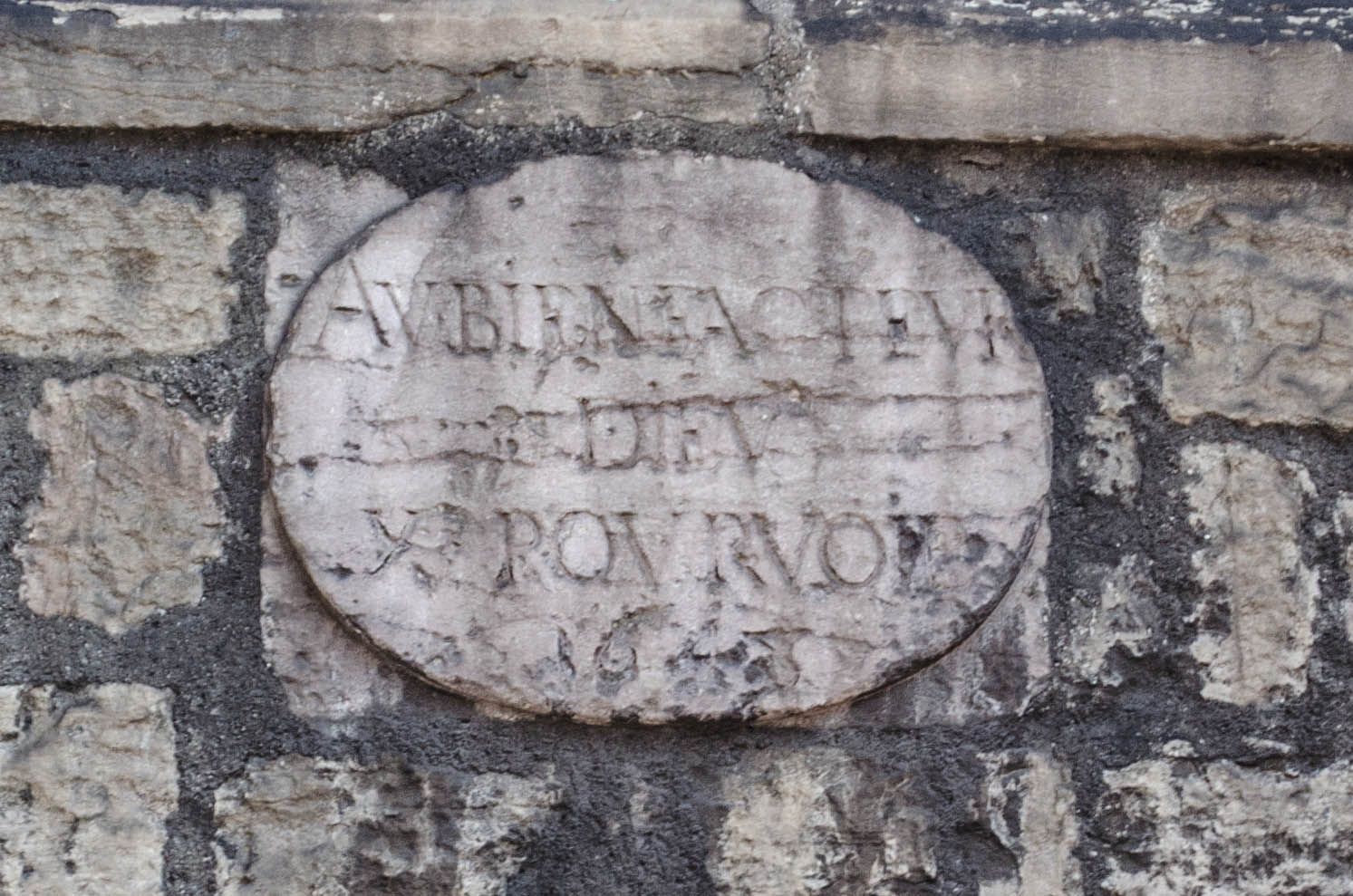
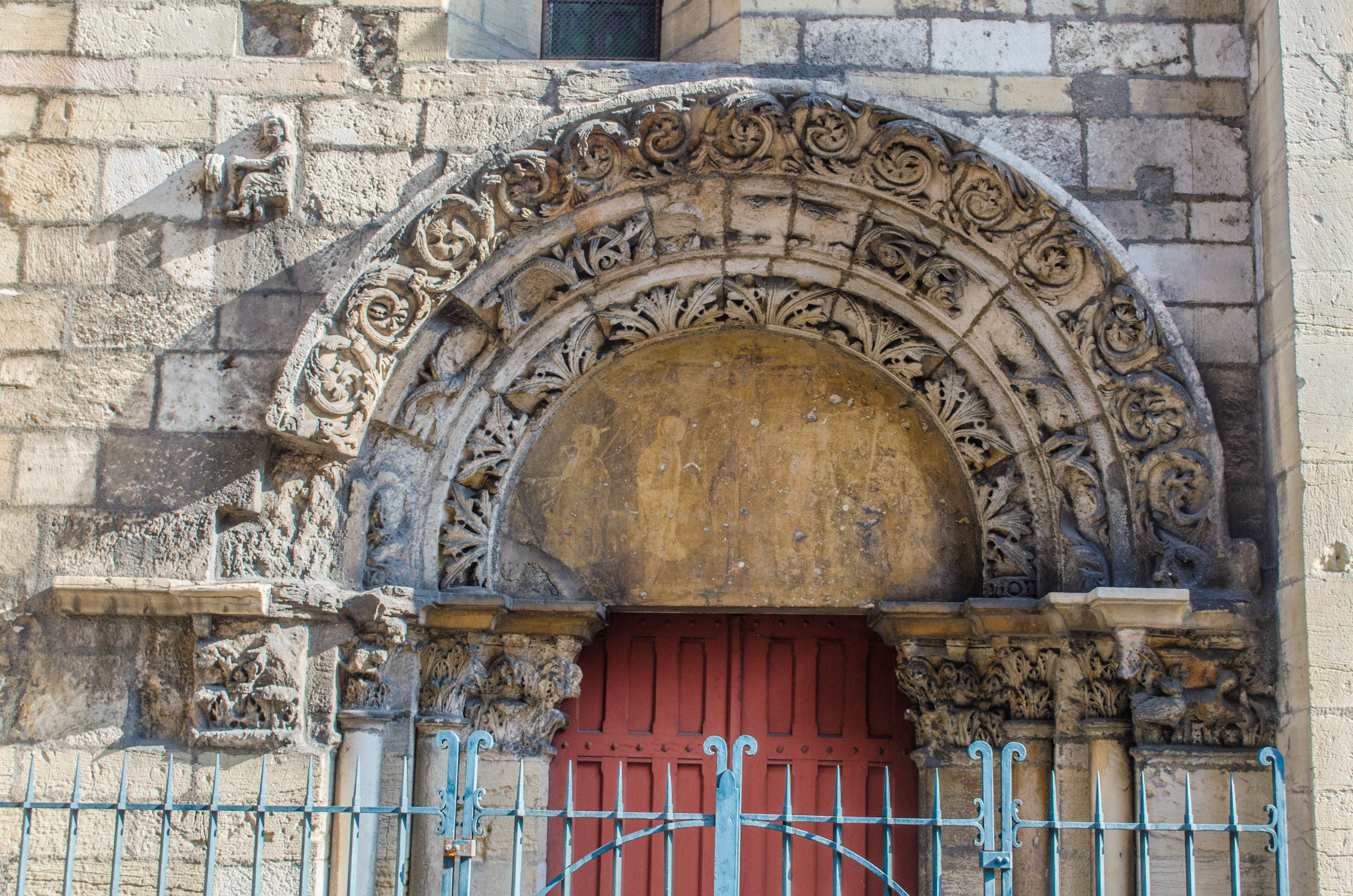